# Come Undone (Anna Abreu)
Come Undone è il quarto singolo della cantante finlandese Anna Abreu estratto dal suo secondo album Now.